# Juan 5

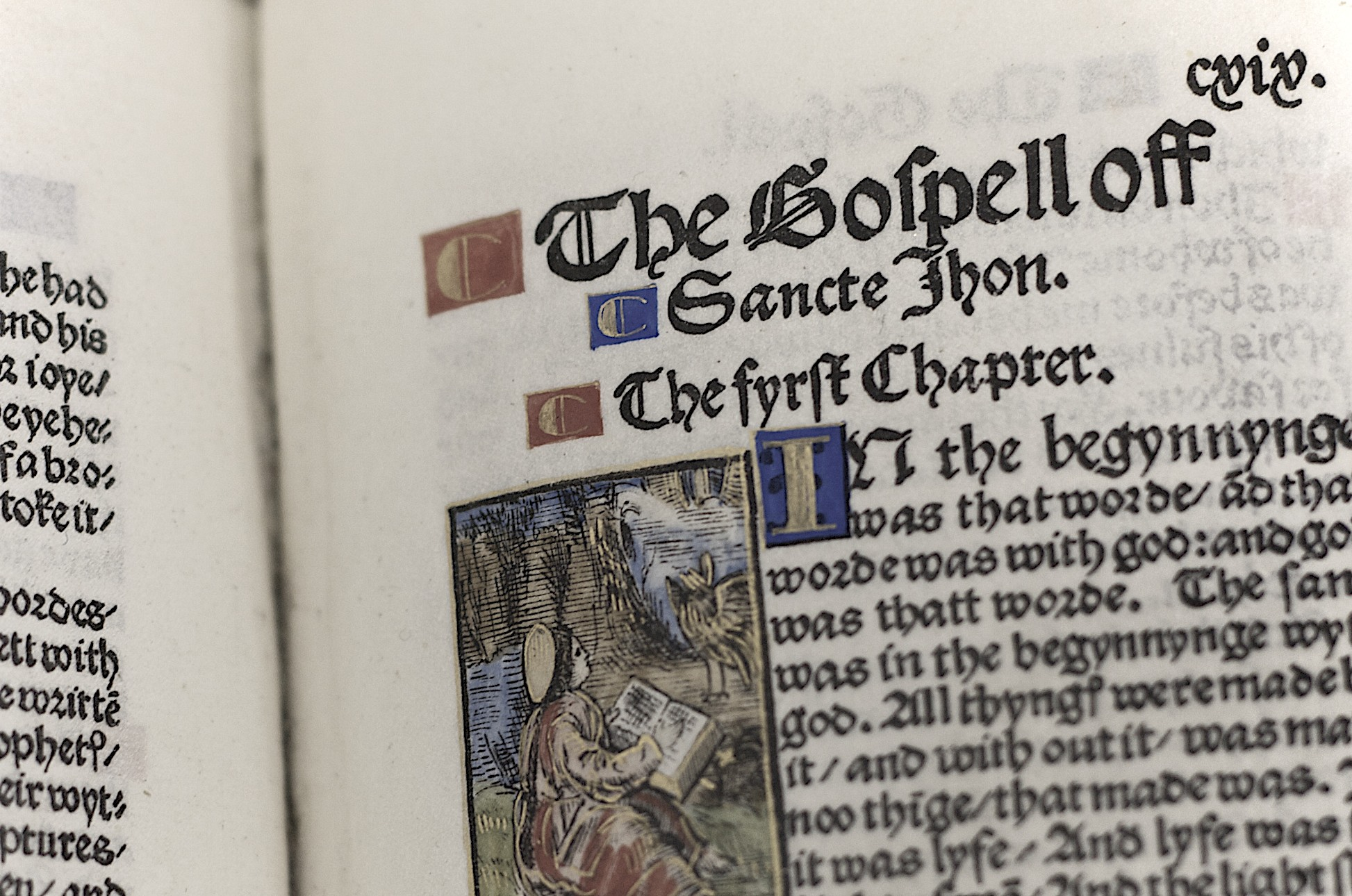
Versículos iniciales del capítulo 5 del Evangelio de Juan, extraídos de una edición facsímil de la traducción inglesa del Nuevo Testamento realizada por William Tyndale en 1525.

Juan 5 es el quinto capítulo del Evangelio de Juan del Nuevo Testamento de la Biblia cristiana. Relata las curaciones y enseñanzas de Jesús en Jerusalén, y comienza a evidenciar la hostilidad que le mostraron las autoridades judías.

## Texto

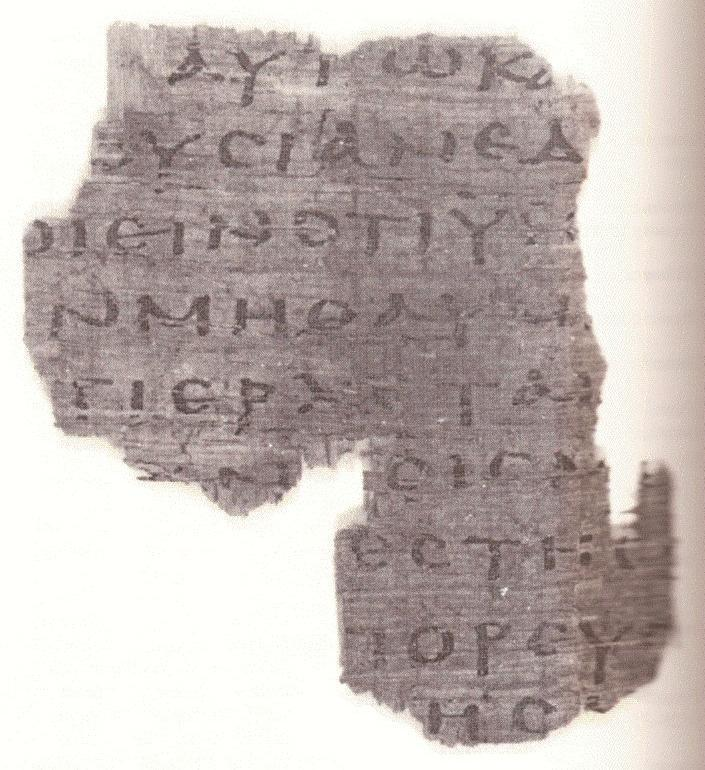
Juan 5:26-29 en Papiro 95 recto

El texto original estaba escrito en griego koiné. Este capítulo está dividido en 47 Versículos.

### Testigos textuales
Algunos manuscritos antiguos que contienen el texto de este capítulo son: 
- Papiro 75 (175-225 d. C.)
- Papiro 66 (c. 200)
- Papiro 95 (siglo III; existen los Versículos 26-29, 36-38)[2][3]
- Codex Vaticanus (325-350)
- Codex Sinaiticus (330-360)
- Codex Bezae (c. 400)
- Codex Alexandrinus (400-440)
- Codex Ephraemi Rescriptus (c. 450; existen los Versículos 1-16)

Algunos autores sitúan este capítulo después de Juan 6.

## Curación en Betesda (5:2-15)

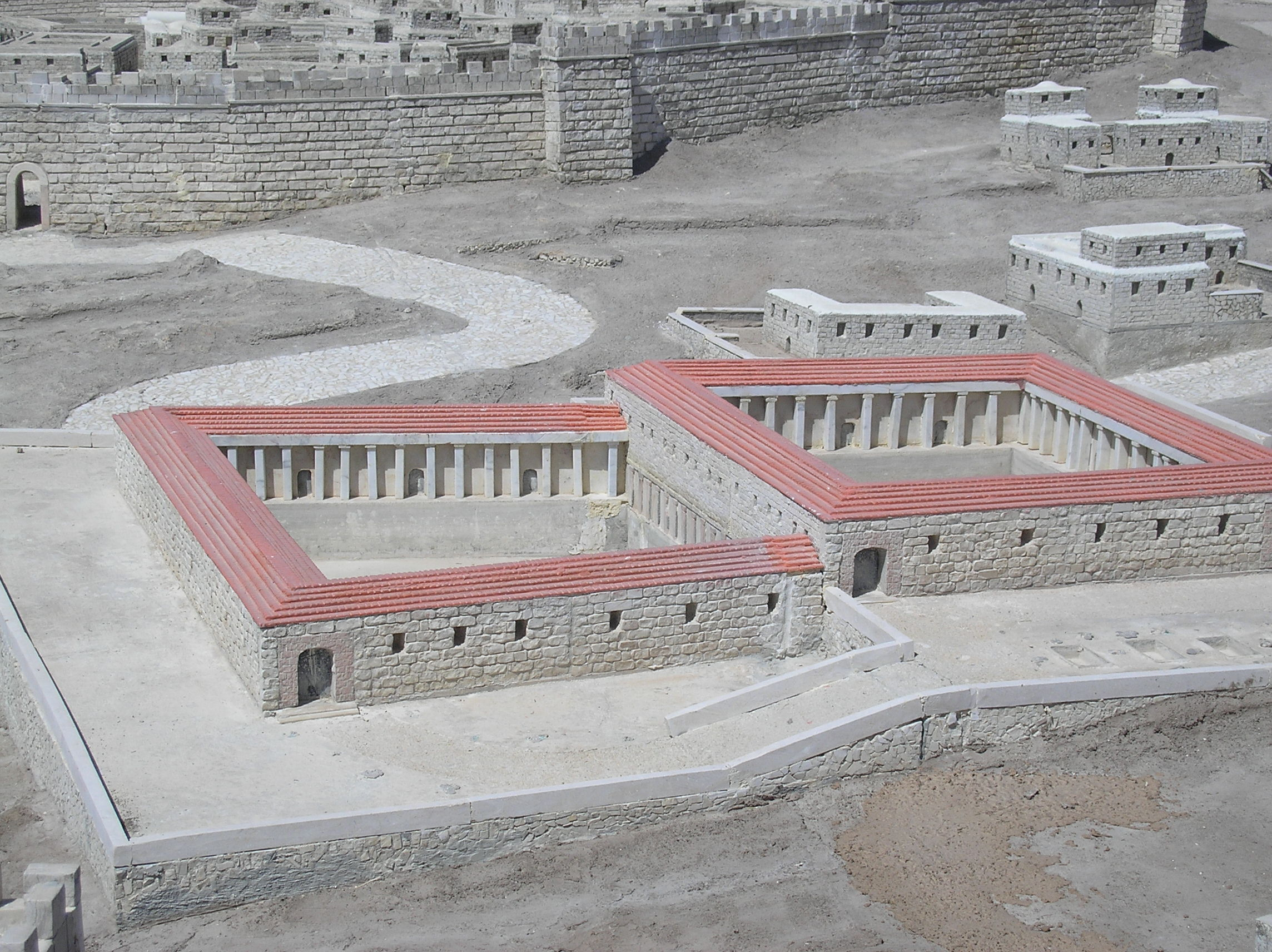
Piscina de Betesda - maqueta en el Museo de Israel